# Saint-Ingbert
Saint-Ingbert (en allemand : Sankt Ingbert) est une ville allemande, dans l'arrondissement de Sarre-Palatinat et le Land de Sarre.

## Histoire
| Appartenances historiques Principauté épiscopale de Metz 960-1339 Électorat de Trèves 1339-1600 Nassau-Sarrebruck 1600-1634 Électorat de Trèves 1634-1797 République cisrhénane (Sarre) 1797-1801 République française (Sarre) 1801-1804 Empire français (Sarre) 1804-1815 Royaume de Prusse (Grand-duché du Bas-Rhin) 1815-1822 Royaume de Prusse (Province de Rhénanie) 1822-1918 République de Weimar 1918-1920 Territoire du bassin de la Sarre 1920-1935 Reich allemand 1935-1945 Allemagne occupée 1945-1947 Protectorat de Sarre 1947-1956 Allemagne 1956-présent |

## Quartiers
- Hassel
- Oberwürzbach
- Rentrisch
- Rohrbach
- St. Ingbert-Centre

## Toponymie
En sarrois : Dingmerd, Dingmart et Dimbert. 

En allemand : St. Ingbert et Sankt Ingbert.

## Administration
- 1945 : Dr Norbert Schier
- 1946 : Dr Gelzleicher
- 1946 - 1948 : Karl Forster, CVP
- 1948 - 1956 : Georg Bleif, CVP
- 1956 - 1960 : Dr. Anton Saur, CVP
- 1961 - 1971 : Dr. Bernhard Kokott, CDU
- 1971 - 1973 : Dr. Werner Hellenthal, CDU
- 1974 - 1984 : Dr. Werner Hellenthal, CDU
- 1984 - 2004 : Dr. Winfried Brandenburg, SPD
- 2004 - 2012 : Georg Jung, CDU
- 2012 - 2019 : Hans Wagner, Familienpartei
- 2019 - : Dr. Ulli Meyer, CDU

## Culture
- St. Ingberter Pfanne, festival de cabaret
- Internationales Jazzfestival Sankt Ingbert, festival de jazz

## Personnalités liées à la commune
- Peter Hartz (* 9.8.1941), manager
- Philipp Humm, manager
- Heinrich Kraus (* 9.6.1932 ; † 22.19.2015), écrivain et poète
- Werner Schramm (* 18.8.1933 ; † 1.9.2004), président de l'Église protestante du Palatinat (1988 - 1998)
- Albert Weisgerber (* 21 avril 1878 ; † 10 mai 1915), peintre
- Walther Weis (* 11 septembre 1890 ; † 9 janvier 1968), peintre
- Christina Weiss (* 24 décembre 1953), délégué du Gouvernement fédéral à la culture et aux médias (2001 - 2005)
- Oskar Holweck (* 19 novembre 1924 ; † 30 janvier 2007), artiste, professeur d'université
- Marina Heib, née en 1960, femme de lettres.

## Jumelages
- Saint-Herblain (France) depuis 1981
- Radebeul (Allemagne) depuis 1988
- Rhodt unter Rietburg (Allemagne) depuis 1959
- Ndiaganiao (Sénégal)